# میان‌سه‌چال
میان‌سه‌چال کوهی در منطقه کوهستانی تخت سلیمان استان مازندران و رشته‌کوه البرز است.
میان‌سه‌چال با بلندای ۴٬۳۵۶ متر مچون شبه‌ جزیره‌ ای در میانه شمال شرقی یخچال طبیعی توده‌کوه تخت سلیمان قرار دارد.